# 空港周辺整備機構
独立行政法人空港周辺整備機構（くうこうしゅうへんせいびきこう、Organization for Environment Improvementaround International Airport）は、国土交通省所管の独立行政法人。

## 概要
- 所在地：福岡市博多区博多駅東2丁目17番5号
- 理事長：今吉伸一
- 設立目的：周辺整備空港（福岡空港）の周辺地域において、航空機の騒音により生ずる障害の防止及び軽減を図り、併せて生活環境の改善を図る。
- 資本構成（令和4年度[3]）
  - 資本金合計：4億円
    - 政府出資金：3億円
    - 地方公共団体出資金：1億円
      - 福岡県：5000万円
      - 福岡市：5000万円

## 事業内容
再開発整備事業
倉庫、商業施設等の航空機の騒音によりその機能が害されるおそれの少ない施設（騒音斉合施設）の用に供するため、移転補償事業により国が取得した土地の造成・管理・譲渡等を行い、騒音斉合施設への土地利用の転換を図る事業。
開発例として、エレデ博多寿屋空港店（現:ナフコ福岡空港店）などがある。
移転補償事業
第二種区域（第三種区域を含む）指定の際に存在した建物や土地について、その所有者等から申請により、その建物の移転補償や土地の買い入れを行う事業。
緑地造成事業
移転補償事業により取得した土地において、造成・植栽などにより緑地帯を整備し、航空機の騒音による障害発生の防止とその地域の生活環境の改善を行う事業。
民家防音事業
第一種区域内に建っている住宅とその住民に対して、区域指定日等に応じて、騒音障害を軽減するための防音工事やエアコン等空調機器設置などの費用、設置したエアコン等空調機器の故障等に伴う更新工事費用などを助成する事業。

## 発足の経緯
公共用飛行場周辺における航空機騒音による障害の防止等に関する法律（航空機騒音防止法）に基づき、1967年に大阪国際空港、1972年に福岡空港が特定飛行場（航空機の頻繁な離着陸から生じる騒音等による障害が著しい空港）に指定された。こうしたなか、空港周辺住民から騒音被害の拡大を懸念する声が高まり、1969年に大阪国際空港の夜間飛行禁止等を求める第1次訴訟を始めとして、1973年に空港廃止などを求める第1次調停申請が出された。
一方、環境庁は、この年に①航空機騒音をWECPNL75（住居専用地域は70）以下にすること、②達成期間は原則として5年または10年以内とする等の環境基準を告示した。
この環境基準を達成するためには、「発生源対策」「空港構造の改良」「空港周辺対策」という対策が必要であることから、1974年に航空機騒音防止法の一部改正が行われ、空港周辺対策の実施主体として空港周辺整備機構の設立等が盛り込まれた。そして、同年に大阪国際空港は周辺整備空港（空港周辺地域が市街化されているため計画的な整備が必要な空港）に指定され、大阪府と兵庫県両知事が「大阪国際空港周辺整備計画」を策定し、この計画の実施主体としての大阪国際空港周辺整備機構が同年4月15日に発足した。また、福岡空港は大阪国際空港と同様に航空機騒音が社会問題となっていたため、福岡県と福岡市は空港周辺の騒音実態調査を実施し、空港周辺整備機構設立の要望書を国に提出、1976年には周辺整備空港に指定された。これを受けて福岡県知事は「福岡空港周辺整備計画」を策定し、この計画の実施主体としての福岡空港周辺整備機構が同年7月1日に発足した。
このような状況のなかで、同年3月には空港周辺住民から夜間飛行禁止等を求める第1次訴訟が提訴され、航空機騒音問題は大阪国際空港と同じく法廷で争われることになった。（大阪空港訴訟）
その後、騒音対策事業が進展するなか、第二次臨時行政調査会の「特殊法人の整理・統合について」答申に基づき、政府は1984年に大阪国際空港周辺整備機構と福岡空港周辺整備機構の統合を決定し、翌1985年9月30日に両空港周辺整備機構は解散し、同時に空港周辺整備機構が発足。大阪国際空港事業本部と福岡空港事業本部が設置された。さらに2001年12月には、「特殊法人等整理合理化計画」において独立行政法人化が閣議決定されたのを受け、2003年10月1日に独立行政法人空港周辺整備機構が新たに発足した。
2012年7月1日、大阪国際空港の運営が国から新関西国際空港株式会社に移管されたことに伴い、大阪国際空港事業本部の業務は新関西国際空港株式会社に移管された。

## 沿革
- 1974年 - 大阪国際空港周辺整備機構発足
- 1976年 - 福岡空港周辺整備機構発足
- 1985年 - 大阪・福岡両空港周辺整備機構を統合し、空港周辺整備機構発足
- 2003年 - 独立行政法人化
- 2012年 - 大阪国際空港に関する業務を新関西国際空港株式会社に移管。福岡空港に関する業務のみとなる。
- 2029年 - 福岡空港に関する業務を福岡国際空港株式会社へ移管し解散予定。[8]

## 関係法令
- 公共用飛行場周辺における航空機騒音による障害の防止等に関する法律
- 独立行政法人空港周辺整備機構の設立に伴う関係政令の整備及び経過措置に関する政令（平成十五年政令第二百九十六号）.e-Gov法令検索. 総務省行政管理局
- 独立行政法人空港周辺整備機構に関する省令（平成十五年国土交通省令第百七号）.e-Gov法令検索. 総務省行政管理局